# Markus Büchel (homme politique)
Pour les articles homonymes, voir Markus Büchel et Büchel.
Markus Büchel, né le 14 mai 1959 et décédé le 9 juillet 2013 à Ruggell, est un homme d'État liechtensteinois, membre du Parti progressiste des citoyens et chef du gouvernement du Liechtenstein de mai 1993 à décembre 1993.